# Cédric Pioline
Cédric Pioline, född 15 juni 1969 i Neuilly-sur-Seine, är en fransk tidigare tennisspelare, med rumänska rötter. Hans mor var volleybollspelare i det rumänska landslaget.
Pioline spelade på ATP-touren mellan 1989 och 2002 och nådde sin bästa ranking i maj 2000 (femma). Han spelade final i US Open 1993 och i Wimbledon 1997. Han vann bara fem av de 17 finaler han spelade på ATP-touren.
1996 vann han Davis Cup med Frankrike.

## Singeltitlar
- 1996 - Köpenhamn
- 1997 - Prag
- 1999 - Nottingham
- 2000 - Rotterdam, Monte Carlo